# Chandler (Québec)
Chandler ist eine Stadt und Hauptort der MRC Le Rocher-Percé im Südosten des kanadischen Québec.
Sie liegt 700 km nordöstlich der Provinzhauptstadt Québec an der Südostküste der Halbinsel Gaspésie am Sankt-Lorenz-Golf.

## Söhne und Töchter der Stadt
- Peter Alfred Sutton OMI (1934–2015), katholischer Geistlicher, Erzbischof von Keewatin-Le Pas
- Mathieu Garon (* 1978), Eishockeytorwart,
- Flora Gionest-Roussy (* 1995 als Silver Catalano), Travestiekünstler